# بیورن برگوال
بیورن برگوال (انگلیسی: Bjørn Bergvall؛ زادهٔ ۱۳ فوریه ۱۹۳۹) قایقران قایق بادبانی اهل نروژ بود.